# 英国夏令时
| 淺藍 | 欧洲西部时间／格林尼治標準時間（UTC）                       |
| 藍色 | 欧洲西部时间／格林尼治標準時間（UTC）                       |
| 藍色 | 欧洲西部夏令时间／英国夏令时／愛爾蘭標準時間（UTC+1）       |
| 紅色 | 欧洲中部时间（UTC+1）                                       |
| 紅色 | 欧洲中部夏令时间（UTC+2）                                   |
| 黃色 | 欧洲东部时间／加里宁格勒时间（UTC+2）                       |
| 金色 | 欧洲东部时间（UTC+2）                                       |
| 金色 | 欧洲东部夏令时间（UTC+3）                                   |
| 淺綠 | 歐洲极东時間／莫斯科时间／土耳其時間（UTC+3）               |
| 青綠 | 亞美尼亞時間／亞塞拜然時間／喬治亞時間／薩馬拉時間（UTC+4） |

英國夏令時（British Summer Time，BST）是英國國內的夏令時間制度，比格林威治時間（GMT）要早一個小時。英國夏令時在三月最後一個禮拜日的格林尼治標準時間01:00開始使用，10月最後一個禮拜日的格林尼治標準時間01:00（英國夏令時02:00）結束，使用時間範圍和歐洲中部夏令時間相同。英國夏令時於1916年夏時制法案成立之後開始使用，當時夏時制的開始時間是5月21日，結束時間是10月1日。

## 外部連結
- "Archive of Summer Time Dates", National Physical Laboratory